# The Dutchman
"The Dutchman" er en sang skrevet af Michael Peter Smith i 1968, og som blev populariseret af Steve Goodman. Da Smith skrev sangen havde han endnu ikke besøgt Holland. En anden meget berømt og succesfuld version blev indspillet af den irske komiker og entertainer Brendan Grace.
Sangen handler om et ældre ægtepar, der bor i Amsterdam, Margaret og titelkarakteren. Du unavngivne hollænder ("Dutchman") er dement og Margaret passer ham, og hun er trist over, hvad der er sket med ham. Det er en historie om betingelsesløs kærlighed.

## Coverversioner
Selvom Goodmans coververions af "The Dutchman" er en af de mest kendt sammen med et cover af Liam Clancy og Tommy Makem, så er sangen blev indspillet af en lang række andre kunstnere, hvilket inkluderer Bernard Wrigley, John Gorka, Suzy Bogguss, Norm Hacking, Anne Hills, John McDermott, The New Kingston Trio, Gamble Rogers, Tom Russell, Jerry Jeff Walker, Robert James Waller, Cashman & West, Josh White Jr. Wood's Tea Company, Keith Harkin, Tom Lanigan, Celtic Thunder, David Soul, Danny Doyle og Brendan Grace.